# 草刈民代
草刈 民代（くさかり たみよ、本名：周防 民代（すお たみよ）、1965年5月10日 - ）は、日本の女性俳優。元バレリーナ。愛称は「たみちゃん」。ワタナベエンターテインメント所属（2024年3月まで）。夫は映画監督の周防正行。

## 経歴
東京都新宿区出身。3姉妹の長女。実家は、中央精版印刷株式会社を経営。川村小学校卒業、川村中学校卒業、川村高等学校中退。
札幌五輪のジャネット・リンに憧れバレエを始める。1973年、小林紀子バレエアカデミーに入門し、1981年、牧阿佐美バレヱ団に参加。ちなみに夫の周防正行によると、草刈はバレエを始めた8歳の頃からすでに「私は将来プロのバレエダンサーになるために今一生懸命やっているんだ」と高い意識を持って練習に励んでいたという。
1983年デビュー以来、同バレエ団の主役クラスを演じるダンサーに成長した。その後数々の賞を受賞。
1990年にソビエト文化省招聘により海外で初めて公演を行った。
1996年、『Shall we ダンス?』で初映画出演及び初主演を果たす（役所広司とダブル主演）。同年3月9日に監督だった周防と結婚。
1997年、上記映画への出演に対して第20回日本アカデミー賞最優秀主演女優賞やキネマ旬報新人女優賞など、数々の賞を得る。
2001年、草刈が憧れていたといわれる『カルメン組曲』への出演を果たす。
2009年、自身がプロデュースも兼ねた公演『エスプリ〜ローラン・プティの世界〜』最終日（4月24日）をもって、バレリーナとしての現役を引退。
バレエダンサー引退後は、女優業に完全に転身し、安田顕との二人芝居「宮城野」は女優転身後の初舞台となった。
2010年に放映されたNHKの大河ドラマ『龍馬伝』にて、テレビドラマ初出演した。
2011年、『ダンシング・チャップリン』に主演。
2016年2月1日、個人事務所からオスカープロモーションに移籍。
2020年1月6日、ワタナベエンターテインメントへの移籍を発表。
2022年、ロシアとの戦争状態により被害を受けたウクライナのキーウ（キエフ）バレエ団を支援するための来日公演を企画・プロデュースした。
2024年9月11日、ワタナベエンターテインメントを3月末で退所していたことを明らかにする。現在は、マネージャーをつけず、自分一人でマネージメントを行っている。

### レパートリー
- 白鳥の湖（オデット/オディール）
- 眠れる森の美女（オーロラ姫）
- くるみ割り人形（金平糖の精）
- ドン・キホーテ（キトリ/ドルシネア姫）
- ライモンダ（ライモンダ）
- セレナーデ（ジョージ・バランシン振付）
- アポロ（ジョージ・バランシン振付）
- アルルの女（ローラン・プティ振付）
- 若者と死（ローラン・プティ振付）
- カルメン組曲（アルベルト・アロンソ振付）

## 出演

### テレビドラマ
- 龍馬伝（2010年、NHK総合 大河ドラマ） - 坂本幸 / お登勢 役（二役）
- 新参者（2010年4月 - 6月、TBS・日曜劇場） - 吉岡多美子 役
- 外交官・黒田康作（2011年1月 - 3月、フジテレビ・木曜劇場） - 観上祥子 役
- 眠れる森の熟女（2012年9月 - 10月、NHK総合・よる☆ドラ） - 主演・相沢千波 役
- 刑事（2014年3月26日、テレビ東京・ドラマスペシャル） - 川原紗江 役
- ラスト・ドクター〜監察医アキタの検死報告〜 最終話（2014年9月12日、テレビ東京・金曜8時のドラマ） - 川田玲子 役
- 新 法廷荒らし 猪狩文助〜終の棲家〜（2015年3月16日、TBS・月曜ゴールデン） - 池波遼子 役
- アルジャーノンに花束を（2015年4月 - 6月、TBS・金曜ドラマ） - 白鳥窓花 役
- 東京センチメンタル 第1話（2016年1月15日、テレビ東京・ドラマ24） - 山村里美 役[11]
- 沈まぬ太陽 第1部（2016年5月 - 、WOWOW・連続ドラマW） - 耀子・ヒギンズ 役[12]
- グ・ラ・メ!〜総理の料理番〜 第5話（2016年8月19日、テレビ朝日・金曜ナイトドラマ） - アリー・コウノ 役[13]
- ドクターX〜外科医・大門未知子〜 第4期（2016年10月 - 12月、テレビ朝日・木曜ドラマ） - 南幾子 役[14]
- やすらぎの郷（2017年4月 - 、テレビ朝日・帯ドラマ劇場） - 名倉みどり 役
- 定年女子（2017年7月9日 - 8月27日、NHK BSプレミアム・プレミアムドラマ） - 黒田時子 役
- 黒井戸殺し（2018年4月14日、フジテレビ・ドラマスペシャル） - 黒井戸満つる 役
- 大恋愛〜僕を忘れる君と（2018年10月 - 12月、TBS・金曜ドラマ） - 北澤薫 役[15]
- やすらぎの刻〜道（2019年 - 2020年、テレビ朝日・帯ドラマ劇場） - 名倉みどり 役
- 私の家政夫ナギサさん（2020年7月7日 - 9月1日、TBS・火曜ドラマ） - 相原美登里 役[16]
  - 新婚おじキュン! 特別編（2020年9月8日、TBS） - 相原美登里 役
- イチケイのカラス（2021年4月5日 - 6月14日、フジテレビ） - 日高亜紀 役[17]
  - イチケイのカラス スペシャル（2023年1月14日、フジテレビ） - 日高亜紀 役
- 和田家の男たち 第2話（2021年10月29日、テレビ朝日・金曜ナイトドラマ） - 冬木亜蓮 役
- 旅屋おかえり「愛媛・高知編」（2022年1月27日 - 28日、NHK BSプレミアム） - 国沢真理子 役
- ムチャブリ! わたしが社長になるなんて 第6話（2022年2月16日、日本テレビ） - 高梨令子 役
- 私のエレガンス（2022年4月2日 - 5月7日、BSテレビ東京） - マダム・マリー 役[18]

### 映画
- Shall we ダンス?（1996年1月27日） - 主演・岸川舞 役【W主演:役所広司】
- ダンシング・チャップリン（2011年4月16日）
- 終の信託（2012年10月27日） - 主演・折井綾乃 役
- 舞妓はレディ（2014年9月13日） - 里春 役
- 月と雷（2017年10月7日） - 直子 役
- 日本大学芸術学部映画学科 卒業制作「ふっかつのじゅもん」（2018年）[19]
- ゆきてかへらぬ（2025年2月21日） - スター女優 役[20]

### ウェブテレビ
- 全裸監督2（2021年6月24日 全話配信、Netflix） - 第5話
- エンジェルフライト 国際霊柩送還士（2023年3月17日、Amazon Prime Video） - 高木塔子 役[21]
- 十角館の殺人（2024年3月22日 - 、Hulu） - 吉川政子 役[22]

### 舞台
- 宮城野（2009年9月 - 10月） - 主演・宮城野 役[6]
- Believer／ビリーバー（2010年9月） - モーリン 役
- ミュージカル『グランドホテル』（2016年4月：赤坂ACTシアター、5月：梅田芸術劇場メインホール） - エリザベータ・グルシンツカヤ 役 ※ REDチーム
- PURGATORIO／プルガトリオ - あなたと私のいる部屋 -（2019年10月：東京芸術劇場 シアターウエスト） - 女 役 ※自ら企画プロデュースも務め、夫の周防正行が脚色を担当する。
- Broadway Musical「The PROM」Produced by 地球ゴージャス（2021年3月10日 - 4月13日、東京・TBS赤坂ACTシアター / 5月9日 - 16日、大阪・フェスティバルホール） - D.D.アレン 役
- ワタナベエンターテインメント Diverse Theater「物理学者たち」（2021年9月19日 - 26日、東京・本多劇場）

### 劇場アニメ
- グスコーブドリの伝記（2012年） - ブドリ、ネリの母 役

### ビデオ
- プリマエクササイズ（2000年）

### ドキュメンタリー
- 草刈民代・もう一つのカウントダウン 〜東急ジルベスターコンサートの舞台裏〜（テレビ東京）
- わたしが子どもだったころ（2009年6月10日、NHK BShi）
- ヒーローたちのオリンピック 美しき女たち 〜体操女子〜（2012年4月4日、NHK総合） - ナビゲーター
- 第24回高松宮殿下記念世界文化賞授賞式（2012年10月29日、フジテレビ） - ナビゲーター
- 草刈民代が行く 世界遺産とバレエの旅（2014年2月15日、BSフジ） - ナビゲーター
- 草刈民代 日本バレエの母を求めて〜エリアナ・パヴロバの波乱の生涯と謎〜（2014年6月29日、BS朝日） - ナビゲーター
- ザ・プレミアム ロマノフ秘宝伝説 栄華を支えた女たち（2015年2月7日〈前編〉、2月14日〈後編〉、NHK BSプレミアム） - ナビゲーター[23]
- 古代ローマ 食浪漫紀行（2015年11月21日、BS日テレ） - ナビゲーター[24]

### その他のテレビ番組
- 一枚の写真（1992年、フジテレビ）
- はなまるマーケット（TBS） - はなまるカフェ
- 竹中直人P.S.45（BSフジ）
- クイズ日本の顔（NHK総合） - 夫がゲストの回にVTR出演
- オールスター Shall we ダンス?〜有名人社交ダンス選手権〜（2005年、日本テレビ） - 司会
- ガガガガガレッジセール（2005年10月 - 2006年1月、日本テレビ） - 「ルルベ・ゴリバレエ団」の芸術監督
- 東急ジルベスターコンサート　2007-2008（テレビ東京） - 司会
- 二人の食卓 〜ありがとうのレシピ〜（テレビ朝日） - 夫婦で出演
- 第60回NHK紅白歌合戦（NHK総合・ラジオ第1） - 審査員
- 大改造!!劇的ビフォーアフター（2011年3月20日、ABC） - 夫婦で出演
- にじいろジーン（2011年4月23日、関西テレビ)
- ワーズハウスへようこそ（2011年5月7日 - 、日本テレビ） - 字引いろは役
  - 前任者・児玉清（五十音文蔵）が病気のための代役として登場した。児玉が同5月16日死去後事実上正式なレギュラーに
- 地球の最先端をスクープ!SCOOPER（2011年9月9日、日本テレビ）
- チコちゃんに叱られる!（2019年8月23日、NHK総合）
- 土曜スペシャル 草刈らせてもらえませんか?（2023年1月28日・6月17日、テレビ東京） - ナレーター

### ラジオ番組
- 辰巳琢郎の勝手にコンシェルジュ（2021年7月10日、17日、24日、31日・TBSラジオ） - ゲスト

### CM
- 東京ガス（1986年）[25]
- ブルボン ミニソフト
- カネボウホームプロダクツ ラビーブ
- 太陽生命保険　
  - ひまわりけんこうプラン レディー
  - 太陽生命のガン保険 プラチナガード（1998年）
- ハウス食品　
  - 六甲のおいしい水（1995年）
  - 黒豆ココア（2003年）
  - PRIMEバーモントカレー（2010年） - 夫とともに出演
- トヨタ自動車
  - クラウンJZS155系（1997年）
  - プリウスな人（2003年）
- 花王　
  - ブローネ 薫りヘアカラー（2001年）
  - アジエンス（2006年）
  - クリアクリーンプレミアム美白（2017年 - 2020年）
- ソニー VAIO type C（2007年）
- サントリー セサミンEプラス（2007年 - 2009年）
- ポーラ APEX-i（2009年）
- ロッテ「Fit's」（2011年） - 佐藤健と共演
- 株式会社アイム ライスフォース（2011年 - ）
- 大塚製薬 ソイカラ(SoyCarat)（2013年） - 長谷川潤と共演
- パナソニック「Panasonic リフォーム」（2016年）[26]
- 東京都「TEAM BEYOND」（2016年）[27]
- 全日本空輸「プレミアムクラス」（2020年）

## 書籍

### 著書
- 全身「からだ革命」（2006年2月28日、講談社）ISBN 4-06-213347-4
- バレエ漬け（2006年3月20日、幻冬舎）ISBN 4-344-01142-2
- バレエ漬け(幻冬舎文庫)（2009年4月、幻冬舎）ISBN 978-4344412880

### 写真集
- BALLERINE(バレリーヌ)（2010年4月21日、幻冬舎、撮影：渞忠之、瀬戸秀美）ISBN 978-4344017948
- INTRINSIC(ワニプラス)（2012年11月7日、ワニブックス、撮影：下村一喜）ISBN 978-4847045004

### 関連書籍
- バレリーナを生きる 草刈民代のすべて（1998年2月25日、新書館、編集：ダンスマガジン）ISBN 4-403-32005-8
- プリマエクササイズ（1996年7月1日、広美出版事業部、編纂：造事務所）ISBN 978-4877470005

## DVD
- 草刈メソッド（2010年7月7日、マガジンハウス） - 解説BOOK付き
- SKE48「キスだって左利き TYPE-C」（2012年9月19日、avex trax） - DVD特典映像に須田亜香里との対談を収録

## 受賞歴
- 1987年 全国舞踊コンクール第一部第一位、文部大臣奨励賞、村松賞・舞踊部門
- 1989年 第16回橘秋子賞・最優秀賞
- 1996年 第20回日本アカデミー賞 最優秀主演女優賞・新人俳優賞[28]、第70回キネマ旬報ベスト・テン:新人女優賞
- 1997年 第13回服部智恵子賞
- 2012年 第36回日本アカデミー賞 優秀主演女優賞[29]
- 2016年 第14回クラリーノ美脚大賞2016・オーバーフォーティー部門[30]